# Oliwia Kiołbasa
Oliwia Kiolbasa (Augustów, 26 de abril de 2000) es una ajedrecista polaca.

## Carrera
Ha ganado el Campeonato Europeo Juvenil de Ajedrez para niñas menores de 10 años, y fue subcampeona del Campeonato Mundial Juvenil de Ajedrez para menores de 14 años.
La FIDE le concedió en 2016 título de Maestra Internacional Femenina.
En agosto de 2021, terminó tercera en el Campeonato de Europa Individual Femenino de Ajedrez. Obtuvo su primera norma para el título de Maestra Internacional (MI). Kiołbasa obtuvo una segunda norma de MI en la Polski Ekstraliga en octubre.
Representó a Polonia en la Olimpiada de Ajedrez de 2022 celebrada en Chennai (India), ganando sus nueve primeras partidas. Terminó el torneo con 9,5 puntos en 11 rondas. Obtuvo su tercera y última norma de MI, que la clasificó para el título de MI. Fue la mejor jugadora individual de la prueba femenina. Derrotó a la MI Vaishali Rameshbabu, lo que supuso la victoria de Polonia contra el primer equipo indio. Su única derrota fue en la última ronda contra la GM ucraniana Anna Ushenina.
En mayo de 2024, en Rzeszów, se clasificó en cuarto lugar en el Campeonato Polaco de Ajedrez Femenino.